# Gia Viễn (huyện)
Gia Viễn là một huyện cũ nằm ở cửa ngõ phía Bắc tỉnh Ninh Bình, Việt Nam.
Đây là huyện có địa hình đa dạng với đủ cả rừng núi, đồng bằng, hồ đầm, sông bãi. Gia Viễn còn được biết đến với nhiều danh lam thắng cảnh như: khu bảo tồn thiên nhiên Vân Long, suối Kênh Gà, động Vân Trình, chùa Bái Đính, chùa Địch Lộng,...

## Địa lý
Huyện Gia Viễn nằm ở phía Bắc của tỉnh Ninh Bình, nằm cách thành phố Hoa Lư khoảng 20 km, cách trung tâm thủ đô Hà Nội khoảng 73 km, có vị trí địa lý:
- Phía Đông giáp thành phố Hoa Lư và huyện Ý Yên, tỉnh Nam Định
- Phía Tây và phía Nam giáp huyện Nho Quan
- Phía Bắc giáp huyện Lạc Thủy, tỉnh Hòa Bình và huyện Thanh Liêm, tỉnh Hà Nam.

### Địa hình
Gia Viễn là huyện chuyển tiếp giữa miền núi và đồng bằng. Vì thế địa hình của huyện tương đối phức tạp:
- Núi chiếm khoảng 1/4 diện tích tập trung nhiều ở phía Bắc huyện thuộc các xã Gia Hưng, Gia Hòa, Gia Vân, Gia Thanh và tập trung ở cực Nam huyện thuộc xã Gia Sinh.
- Các vùng khác chủ yếu là đồng bằng chiêm trũng như đầm Cút và các bãi sông Hoàng Long.

## Hành chính
Huyện Gia Viễn có 18 đơn vị hành chính cấp xã trực thuộc, bao gồm thị trấn Thịnh Vượng (huyện lỵ) và 17 xã: Gia Hòa, Gia Hưng, Gia Lạc, Gia Lập, Gia Minh, Gia Phong, Gia Phú, Gia Phương, Gia Sinh, Gia Tân, Gia Thanh, Gia Trấn, Gia Trung, Gia Vân, Gia Xuân, Liên Sơn, Tiến Thắng.

## Lịch sử
Theo tài liệu lịch sử địa danh Huyện Gia Viễn được triều đại phong kiến nhà Đinh lập ra năm 968 với tên gọi đầu tiên là Như Viễn thuộc Châu Đại Hoàng nước Đại Cồ Việt. Sau đó các triều đại phong kiến sau này sáp nhập chia tách vào các châu, phủ khác nhau, sau đổi thành An Viễn, thời thuộc Minh là Uy Viễn. Đến Triều đại nhà Lê năm (1433-1442) Đời Lê Thái Tông gọi là huyện Gia Viễn thuộc Phủ Trường Yên Trấn Thanh Hoa rồi lại nhập vào Sơn Nam thừa tuyên, năm Minh Mạng thứ 12 (1831) thuộc tỉnh Ninh Bình. Theo tài liệu năm 1802, huyện Gia Viễn có 12 tổng gồm: Kỳ Vĩ, Trường Yên, Lê Xá, Đa Giá, Trì Hối, Đại Hữu, Thanh Quyết, La Mai, Vân Trình, Quán Vinh, Uy Viễn, Viên Đăng.
Sau năm 1954, huyện Gia Viễn có 28 xã: Gia Hòa, Gia Hưng, Gia Lạc, Gia Lâm, Gia Lập, Gia Minh, Gia Ninh, Gia Phong, Gia Lai, Gia Phú, Gia Phương, Gia Sinh, Gia Sơn, Gia Tân, Gia Thắng, Gia Thanh, Gia Thịnh, Gia Thủy, Gia Tiến, Gia Trấn, Gia Trung, Gia Tường, Gia Vân, Gia Vượng, Gia Xuân, Liên Sơn, Trường Yên, Xích Thổ.
Ngày 27 tháng 4 năm 1977, huyện Gia Viễn hợp nhất với huyện Nho Quan thành huyện Hoàng Long, thuộc tỉnh Hà Nam Ninh.
Ngày 9 tháng 4 năm 1981, huyện Gia Viễn được tái lập, gồm 21 xã: Gia Hòa, Gia Hưng, Gia Phú, Gia Thịnh, Gia Vượng, Gia Minh, Gia Phong, Gia Sinh, Gia Lạc, Gia Phương, Gia Trung, Gia Tiến, Gia Thắng, Gia Vân, Gia Lai, Gia Lập, Gia Xuân, Gia Trấn, Gia Thanh, Gia Tân và Liên Sơn.
Riêng các xã Gia Lâm, Gia Tường, Gia Thủy, Gia Sơn, Xích Thổ vẫn thuộc huyện Hoàng Long (nay là huyện Nho Quan); xã Trường Yên được chuyển về huyện Hoa Lư. Trụ sở huyện đóng ở xã Gia Vượng.
Ngày 1 tháng 4 năm 1986, thành lập thị trấn Me, thị trấn huyện lỵ huyện Gia Viễn với diện tích 89,3 ha; 3.297 nhân khẩu, gồm 70,80 ha diện tích tự nhiên của xã Gia Vượng và 18,5 ha diện tích tự nhiên của xã Gia Thịnh.
Ngày 6 tháng 11 năm 2008, Chính phủ ban hành Nghị định số 06/NĐ-CP về việc điều chỉnh một phần diện tích và nhân khẩu của các xã Gia Vượng, Gia Thịnh về thị trấn Me quản lý.
Huyện Gia Viễn có 17.846,37 ha diện tích tự nhiên và 117.356 nhân khẩu, có 21 đơn vị hành chính trực thuộc.
Ngày 10 tháng 12 năm 2024, Ủy ban Thường vụ Quốc hội ban hành Nghị quyết số 1318/NQ-UBTVQH15 về việc sắp xếp đơn vị hành chính cấp huyện, cấp xã của tỉnh Ninh Bình giai đoạn 2023 – 2025 (nghị quyết có hiệu lực từ ngày 1 tháng 1 năm 2025). Theo đó:
- Thành lập thị trấn Thịnh Vượng trên cơ sở thị trấn Me và các xã Gia Thịnh, Gia Vượng.
- Thành lập xã Tiến Thắng trên cơ sở xã Gia Tiến và xã Gia Thắng.

Huyện Gia Viễn có 1 thị trấn và 17 xã như hiện nay.

## Kinh tế

### Công nghiệp và thương mại
Gia Viễn có 3 cụm công nghiệp:
- Khu công nghiệp Gián Khẩu: Nằm tại xã Gia Trấn và Gia Xuân với diện tích: 93 ha, cách thành phố Hoa Lư 10 km, là điểm nút giao thông đi Hà Nội, các tỉnh đồng bằng và vùng Tây Bắc, cơ sở hạ tầng tốt, địa hình bằng phẳng. Bố trí: Các cơ sở sản xuất công nghiệp vật liệu cao cấp; Sản xuất hàng tiêu dùng, may mặc và Dịch vụ thương mại, du lịch.
- Cụm công nghiệp Gia Sinh: Nằm tại xã Gia Sinh (khu vực núi Đính) với diện tích: 70 ha. Thuận lợi: Địa hình bằng phẳng (trước đây đã được san lấp dự kiến xây dựng khu hoá chất), xa khu dân cư, giàu nguyên liệu đá vôi, đất sét. Bố trí: Công nghiệp vật liệu xây dựng, phân bón.
- Cụm công nghiệp Gia Vân: Xã Gia Vân với diện tích: 20 ha. Nằm cạnh khu du lịch Vân Long, địa hình bằng phẳng. Bố trí: Các làng nghề thủ công mỹ nghệ, mây tre đan và Dịch vụ du lịch.

### Hệ thống chợ Gia Viễn
Gia Viễn có các chợ sau là được xếp hạng chợ loại 2, 3 ở Ninh Bình:
- Chợ Đò: Thôn Thượng Hoà, xã Gia Thanh
- Chợ Giá: Thôn An Ninh, xã Gia Hoà
- Chợ Gia Phú: Thôn Ngô Đồng, xã Gia Phú
- Chợ Gián Khẩu: Thôn Gián Khẩu, xã Gia Trấn
- Chợ Hối: Thôn Vân, xã Gia Tân
- Chợ Liên Huy: Phố Liên Huy, thị trấn Thịnh Vượng
- Chợ Me: Phố Mới, thị trấn Thịnh Vượng
- Chợ Viến: Đội 9, xã Gia Hưng
- Chợ Hàng: Thôn Bình Khang, xã Liên Sơn
- Chợ Đình: Thôn An Thái, xã Gia Trung
- Chợ Lê: Thôn Mai Sơn, xã Gia Lạc.

## Dân số
Huyện Gia Viễn có diện tích 177,31 km², dân số năm 2021 là 123.552 người, mật độ dân số đạt 697 người/km².
Huyện Gia Viễn có diện tích 175,5 km², dân số năm 2019 là 120.992 người, mật độ dân số đạt 689 người/km². Huyện có 17% dân số theo đạo Thiên Chúa.

## Văn hóa - du lịch

### Làng nghề
Các ngành nghề, việc làm chính của người dân là sản xuất nông nghiệp, trồng trọt chăn nuôi dê núi, lợn, bò, gia cầm,... Tại các địa phương ven sông Hoàng Long từ Bến Đế đến gần Gián Khẩu và một số nơi thuộc vùng phân lũ phát triển nghề vận tải thủy nhưng tập trung nhiều nhất là ở một số thôn ở các xã Thịnh Vượng, Gia Tiến, Gia Trung, Gia Phong. Ngoài ra một số địa phương cũng có thêm những nghề phụ như mây tre đan, thêu ren, may mặc, xây dựng, làm nón,... 
- Đóng tàu ở Đồng Chưa (Thịnh Vượng)
- Mây tre đan lát An Thái (Gia Trung)
- Có nghề thêu ren Tập Ninh (Gia Vân)
- Nghề vận tải thủy Phong Tĩnh (Gia Phong)
- Nghề vận tải thủy Bắc Điềm Khê (Gia Trung)
- Nghề vận tải thủy Nam Điềm Khê (Gia Trung)
- Nghề vận tải thủy Thuận Phong (Gia Tiến)
- Nghề vận tải thủy Xuân Lai (Gia Tiến)
- Nghề thợ xây dựng Gia Lập
- Làng nghề thêu ren Lãng Nội (Gia Lập)
- Vận tải thủy, đóng tàu Kênh Gà (Thịnh Vượng)
- Nghề chẻ tăm hương Văn Hà (Gia Phương)
- Trồng dược liệu, dịch vụ du lịch Gia Sinh
- Làng nghề thêu ren Vũ Đại (Gia Xuân)
- Nghề đan cót nan Vân Thị (Gia Tân)
- Một số còn nghề làm nón Thịnh Vượng.

### Di tích lịch sử
Gia Viễn là vùng đất cổ giàu truyền thống lịch sử. Đây là vùng đất "sinh vương, sinh thánh"; nơi đã sinh ra vua Đinh Tiên Hoàng và thánh Nguyễn Minh Không (Lý Quốc Sư). Gia Viễn còn nhiều danh nhân tiêu biểu khác như: Tể tướng Nguyễn Bặc, Ngoại giáp Đinh Điền, Thượng thư Trịnh Tú, Thái sư Lưu Cơ thời nhà Đinh và thái sư Trương Bá Ngọc thời Lý. Huyện Gia Viễn có nhiều di tích lịch sử văn hóa như:
- Động Hoa Lư: thuộc xã Gia Hưng, là căn cứ ban đầu của Đinh Bộ Lĩnh
- Động Địch Lộng: là động đẹp được vua Minh Mạng ban tặng cho 5 chữ là "Nam thiên đệ tam động". Từ năm 1740 động là nơi thờ Phật.
- Kẽm Trống: là danh thắng nổi tiếng từ xa xưa nằm giữa Hà Nam và Ninh Bình được tạo ra bởi sông Đáy và các dãy núi hai bên bờ.
- Chùa Bái Đính: là khu chùa cổ gắn với nhiều sự kiện lịch sử. Hiện tại ở đây đã xây dựng khu chùa mới với quy mô lớn hấp dẫn khách du lịch.
- Đền thờ Đinh Bộ Lĩnh: là ngôi đền cổ, xây dựng tại nơi sinh ra danh nhân Đinh Tiên Hoàng
- Đền Thánh Nguyễn: xưa là chùa Viên Quang Tự, tương truyền do quốc sư Nguyễn Minh Không lập nên để tu hành[7].

### Danh lam thắng cảnh
- Suối nước nóng Kênh Gà thuộc thị trấn Thịnh Vượng là nơi đã được đầu tư phát triển du lịch giải trí, chữa bệnh
- Khu bảo tồn thiên nhiên Vân Long: khu bảo tồn thiên nhiên đất ngập nước lớn nhất Bắc Bộ

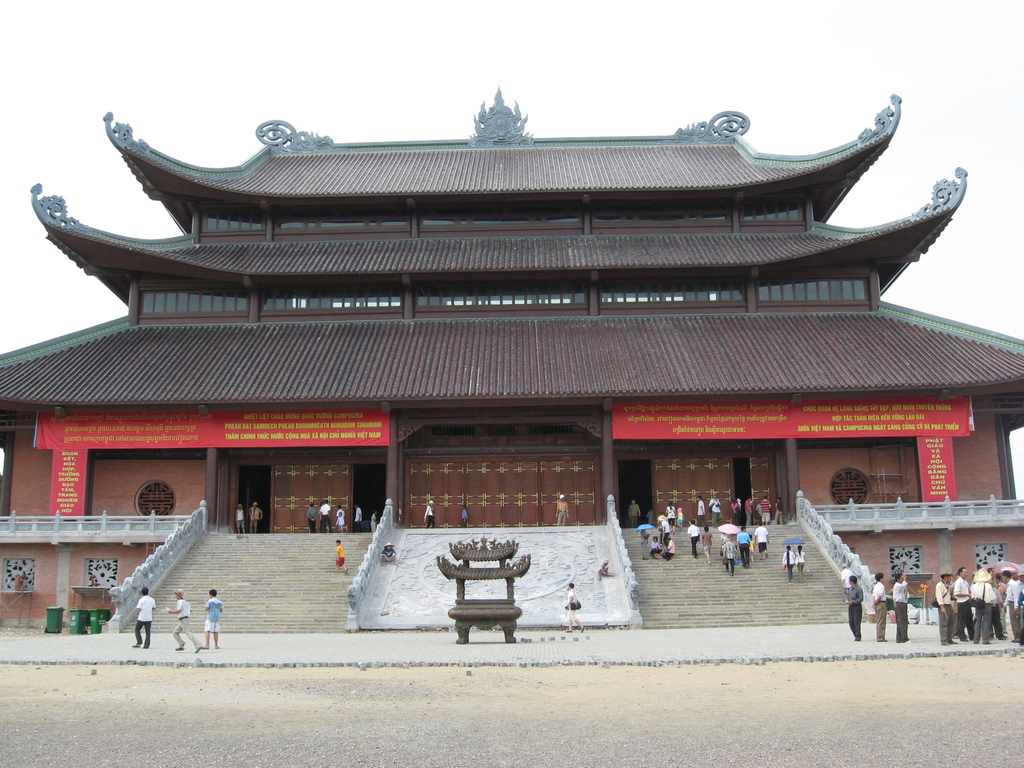
Chùa Bái Đính
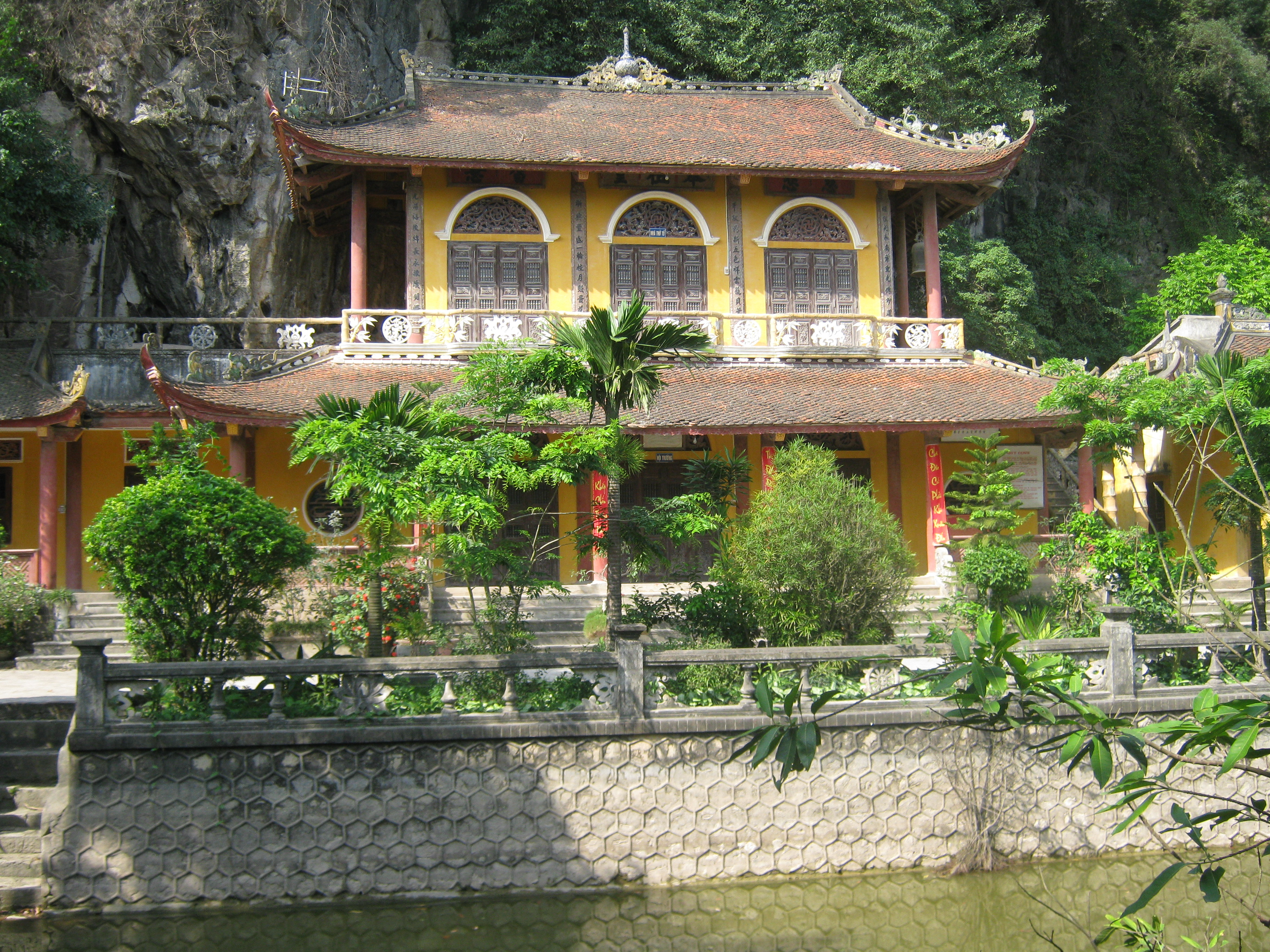
chùa Địch Lộng
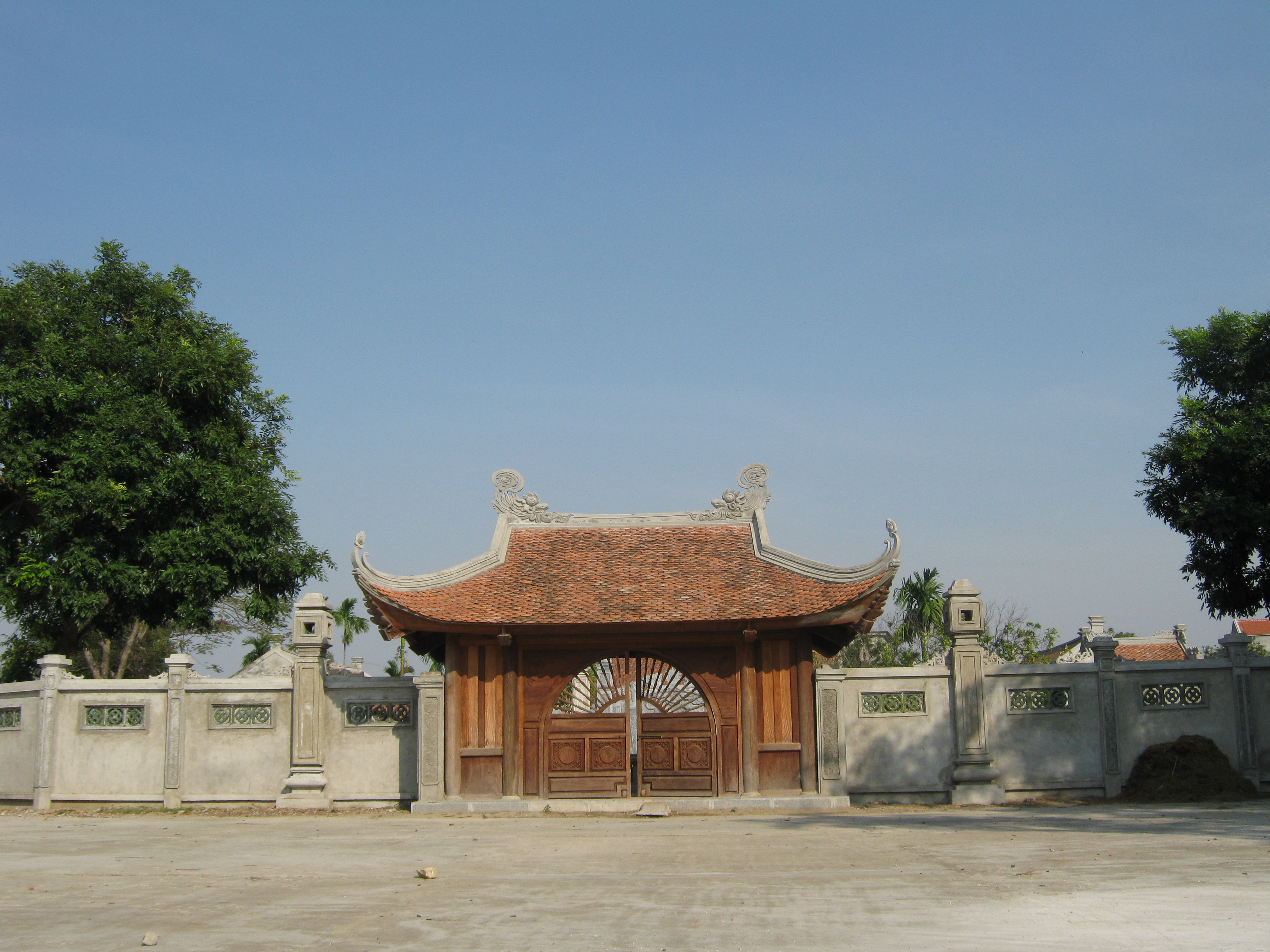
Đền thờ Đinh Bộ Lĩnh
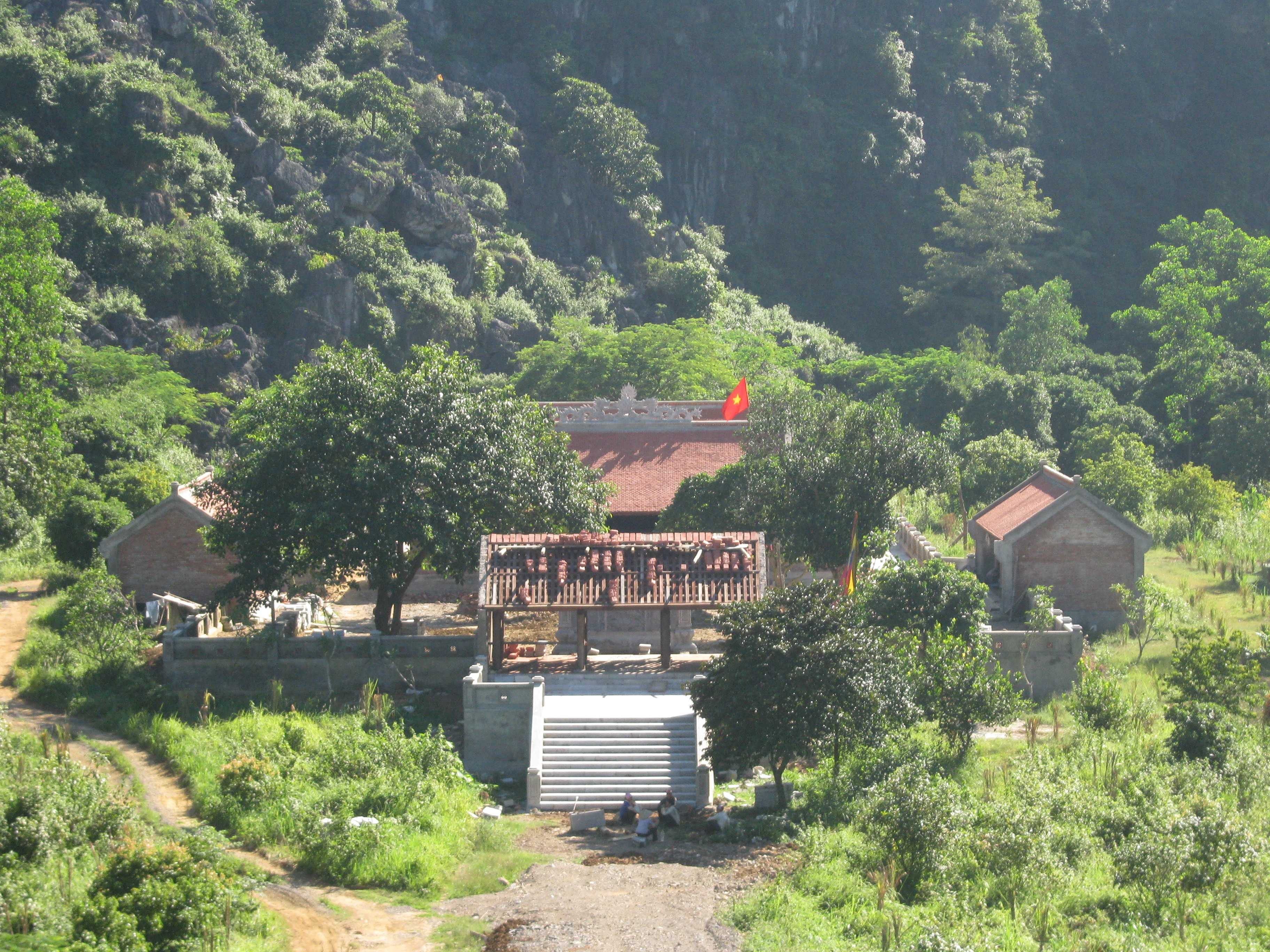
Động Hoa Lư
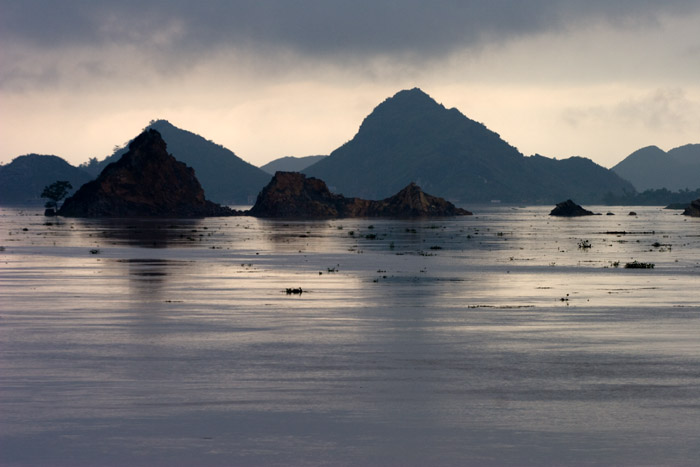
sông Hoàng Long
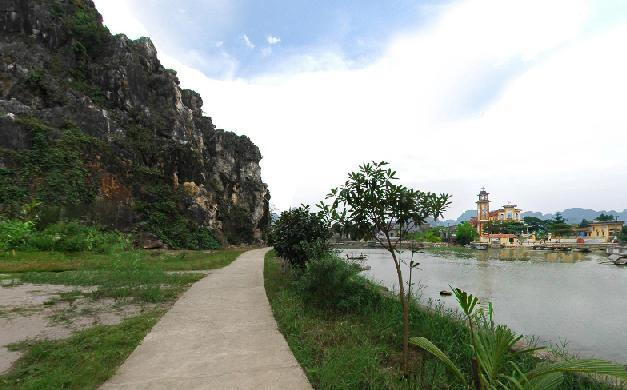
Khoáng Nóng Kênh Gà
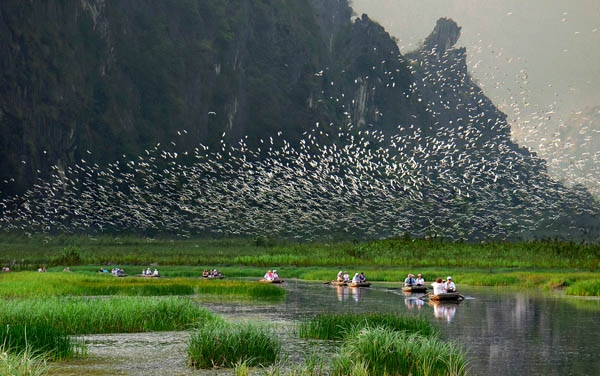
Vân Long

### Đặc sản ẩm thực
Vùng quê Gia Viễn có một số đặc sản ẩm thực sau:
- Mắm tép Gia Viễn là 1 đặc sản đặc trưng của vùng đất này. Gia Viễn là miền quê được bao bọc bởi sông Hoàng Long, sông Đáy và sông Bôi. Đây là vùng chiêm trũng ngập nước của những ngọn núi đá vôi mọc lên từ những đầm nước ngọt. Người dân vì thế vốn có nghề làm tép riu từ xa xưa. Người ta dùng tép riu làm mắm, gọi là mắm tép. Nghề chế biến mắm tép là công việc bình thường, dân dã ở mỗi gia đình để phục vụ phần chính nhu cầu đời sống, một phần tiêu thụ ra bên ngoài. Làm mắm tép phải theo mùa, khi tép ngon, béo. Người làng Gia Viễn chỉ chọn loại tép riu làm nguyên liệu chế biến thành mắm, tép riu phải là tép già, thân tròn, nhỏ con, màu xanh lam bởi tép gạo tuy to và nạc hơn nhưng làm mắm lại không ngon.
- Cá chuối Vân Long là đặc sản quý của đầm Vân Long, được phát hiện đầu tiên ở hang Cá. Cá chuối Vân Long có thân hình to, tròn, sống trong các hang động ngập nước nên có hình dáng đặc trưng. Món cá chuối nướng Vân Long là một đặc sắc ẩm thực của vùng đất phía bắc Gia Viễn.
- Khoai lang Hoàng Long: được trồng khá nhiều ở vùng bãi sông Hoàng Long. Khoai lang Hoàng Long có ruột khoai vàng, bở, thơm, ngọt.
- Dê núi Ninh Bình là đặc sản của Ninh Bình nên có điều kiện phát triển tại các khu du lịch lớn như chùa Bái Đính, Vân Long - Kênh Gà. Đoạn Quốc lộ 1 qua Gia Viễn dài gần 4 km cũng phát triển mạnh đặc sản ẩm thực này.

## Giao thông

### Giao thông đường bộ
Huyện Gia Viễn có Quốc lộ 1 đi qua 3 xã phía Đông với chiều dài hơn 4 km, Quốc lộ 37C đi ngang qua huyện, Quốc lộ 21C xuyên dọc huyện. Ngoài ra còn có 2 tuyến tỉnh lộ nối từ thị trấn Me đi là: tỉnh lộ 477B qua Gia Phương, Tiến Thắng đến cố đô Hoa Lư và tỉnh lộ 477C qua Thịnh Vượng, Gia Lạc, Gia Phong đến Quỳnh Lưu.
Tuyến đường Bái Đính - Ba Sao đi qua 4 đơn vị hành chính của huyện Gia Viễn là Tiến Thắng, Gia Phương, Gia Hòa và thị trấn Thịnh Vượng.

### Giao thông đường sông
Giao thông đường thủy trên địa bàn huyện cũng khá thuận lợi với 2 tuyến quốc gia là sông Hoàng Long và sông Đáy.
Theo Quyết định số: 2179/ QĐ-UBND ngày 17 tháng 9 năm 2007 của UBND tỉnh Ninh Bình phê duyệt Quy hoạch giao thông đường thủy nội địa tỉnh Ninh Bình đến năm 2015 và định hướng phát triển đến năm 2020 thì Gia Viễn có các cảng và các bến đò đường thủy sau:
- Cảng Đế: thuộc xã Gia Phú, huyện Gia Viễn
- Cảng Gián Khẩu: tại Gia Trấn - Gia Viễn
- Cảng chuyên dụng của nhà máy xi măng Vinakansai: thuộc xã Gia Tân, huyện Gia Viễn
- Các bến cảng sông khác: Bến Gia Thanh, Bến 30, bến Đồng Chưa, bến Cầu Quàng, Bến Viến

Dưới đây là danh sách các bến đò ở Gia Viễn:
| Tên bến đò                | Vị trí            | Sông            | Lý trình | Mức độ liên kết | Giai đoạn |
| ------------------------- | ----------------- | --------------- | -------- | --------------- | --------- |
| Bến đò Gián Khẩu          | Gia Trấn          | Sông Đáy        | 79       | Liên tỉnh       | 2010-2015 |
| Bến đò Chấn Hưng          | Gia Lạc           | Sông Hoàng Long | 14       | Liên xã         | 2010-2015 |
| Bến đò Cầu phao Đồng Trưa | Thịnh Vượng       | Sông Hoàng Long | 15       | Liên huyện      | 2010-2015 |
| Bến đò Cầu phao Gia Sinh  | Gia Sinh Gia Viễn | Sông Hoàng Long | 10       | Liên xã         | 2010-2015 |
| Bến đò Đông Khê           | Gia Sinh          | Sông Vạc        |          | Liên xã         | 2010-2015 |
| Bến đò Cơ Phòng           | Gia Trấn          | Sông Đáy        | 77       | Liên huyện      | 2016-2020 |
| Bến đò Kim Đài            | Gia Trấn          | Sông Hoàng Long | 28       | Liên xã         | 2016-2020 |
| Bến đò Bãi Trữ            | TIến Thắng        | Sông Hoàng Long | 1        | Liên xã         | 2016-2020 |
| Bến đò Đập Điềm           | Gia Trung         | Sông Hoàng Long | 9        | Liên xã         | 2016-2020 |
| Bến đò Đông Khê           | Gia Trung         | Sông Hoàng Long | 13       | Liên xã         | 2016-2020 |
| Bến đò Chấn Hưng          | Gia Trung         | Sông Hoàng Long | 14       | Liên xã         | 2016-2020 |

## Danh nhân

### Thời phong kiến
- Đinh Công Trứ - Tướng có công giúp Dương Đình Nghệ và Ngô Quyền trong việc giành lại độc lập cho Việt Nam từ tay Trung Quốc trong thế kỷ X
- Đinh Tiên Hoàng - Hoàng đế sáng lập triều đại nhà Đinh, nước Đại Cồ Việt
- Trịnh Tú - Khai quốc công thần nhà Đinh, có công giúp Đinh Tiên Hoàng đánh dẹp, chấm dứt loạn 12 sứ quân thế kỷ X trong lịch sử Việt Nam
- Lưu Cơ - Khai quốc công thần nhà Đinh, có công giúp Đinh Tiên Hoàng đánh dẹp, chấm dứt loạn 12 sứ quân thế kỷ X trong lịch sử Việt Nam
- Đinh Điền - Khai quốc công thần Đại Cồ Việt và là người tận trung với nhà Đinh
- Nguyễn Bặc - Khai quốc công thần nhà Đinh, có công giúp Đinh Tiên Hoàng đánh dẹp, chấm dứt loạn 12 sứ quân vào thế kỷ X
- Đinh Liễn - Hoàng tử nhà Đinh, con trai cả của Đinh Bộ Lĩnh và là người con trai duy nhất sinh ra, trưởng thành trước khi Đinh Bộ Lĩnh lên ngôi
- Trịnh Lỗi - Công thần Nhà Lê
- Lý Quốc Sư - Quốc sư thời Lý, được ban quốc tính đổi sang họ Lý của Vua Lý Thần Tông. Ông là người sáng lập nhiều ngôi chùa nhất ở Việt Nam và được tôn vinh là ông tổ nghề đúc đồng
- Trương Bá Ngọc - Thái sư thời Lý, bạn của Nguyễn Minh Không, được vua ban thiên tính đổi từ họ Lê sang họ Trương, họ của Ngọc Hoàng Thượng đế
- Đinh Huy Đạo - Nho sĩ yêu nước thời Tây Sơn

### Chính trị, quân sự
- Lâm Thị Phương Thanh - Ủy viên Ban Chấp hành Trung ương Đảng Cộng sản Việt Nam, Phó Trưởng ban Tuyên giáo Trung ương
- Đinh Danh Nghiêm -  Sĩ quan cấp cao trong Quân đội nhân dân Việt Nam, hàm Thiếu tướng, nguyên Phó Chủ nhiệm Tổng cục Kỹ thuật.
- Nguyễn Văn Hiến - Tướng lĩnh Quân đội nhân dân Việt Nam; nguyên Ủy viên Ban Chấp hành Trung ương Đảng Cộng sản Việt Nam khóa X, XI; nguyên Thứ trưởng Bộ Quốc phòng (2009 - 2016); nguyên Tư lệnh Quân chủng Hải quân nhân dân Việt Nam; Đại biểu Quốc hội Việt Nam khóa XII, XIII. Ông là người thứ 2 được thăng hàm Đô đốc Hải quân.
- Phạm Đức Lĩnh - Tướng lĩnh Trung tướng Quân đội nhân dân Việt Nam
- Trần Quang Khuê - Nguyên là Phó Tổng Tham mưu trưởng (2008 - 2012), Đại biểu Quốc hội Việt Nam khóa XII.
- Lê Bộ Lĩnh - Phó Tổng thư ký Quốc hội, Phó Chủ nhiệm Văn phòng Quốc hội và là đại biểu Quốc hội Việt Nam khóa XII,XIII, thuộc đoàn đại biểu An Giang
- Lê Đình Nhường - Thiếu tướng Công an nhân dân Việt Nam, ông hiện đang là Phó Chủ nhiệm Ủy ban Quốc phòng và An ninh Quốc hội, nguyên Giám đốc Công an tỉnh Thái Bình
- Đinh Văn Điến - Chủ tịch UBND tỉnh Ninh Bình.
- Đinh Văn Hùng - Đại biểu Quốc hội Việt Nam khóa 12, thuộc đoàn đại biểu Ninh Bình
- Nguyễn Thiện Luân - Nguyên thứ trưởng Bộ Nông nghiệp và Phát triển nông thôn

### Các lĩnh vực khác
- Đinh Gia Khánh - Giáo sư, nhà nghiên cứu văn hóa và văn học dân gian Việt Nam.
- Phạm Ngọc Đăng - Giáo sư, Tiến sĩ Khoa học, nhà giáo nhân dân Việt Nam. Ông từng là Tổng Thư ký Hội đồng Giáo sư Nhà nước và Chủ tịch Hội đồng Giáo sư liên ngành Xây dựng - Kiến trúc, Ủy viên Hội đồng Bảo vệ thi hài Bác Hồ, Ủy viên Hội đồng Phát triển bền vững Quốc gia.
- Thảo Phương - Nhà thơ Việt Nam.
- Nguyễn Đức Thụy - Chủ tịch tập đoàn ThaiGroup, nằm trong top 100 người giàu nhất trên sàn chứng khoán Việt Nam năm 2013
- Bùi Trung Thảo - Vận động bóng chuyền của Tràng An Ninh Bình

## Kết nghĩa
Huyện Hồng Dân, tỉnh Bạc Liêu